# Timation
Els satèl·lits Timation van ser concebuts, desenvolupats i llançats pel Laboratori d'Investigació Naval a Washington, DC al començament de 1964. El concepte de Timation es basava en retransmetre una referència de temps acurada per al seu ús com un senyal captada pels receptors terrestres. El 31 de maig de 1967 va ser llançat el satèl·lit Timation-1. Aquest va ser seguit pel llançament del satèl·lit Timation-2 el 1969. Els resultats d'aquest programa i Projecte de la Força Aèria 621B va formar la base pel Sistema de Posicionament Global (GPS). La contribució de l'Armada al programa GPS va seguir centrada en aconseguir rellotges cada vegada més precisos.
Hi ha una connexió històrica entre el conservar l'hora exacta, la navegació i l'Armada El 1714, el govern britànic va aprovar la Llei de longitud (vegeu premi longitud) per crear un incentiu per resoldre el problema de la navegació marítima. La solució, desenvolupada per John Harrison, va ser un rellotge acurat que podia conservar l'hora local de Greenwich, hora d'Anglaterra. Fins avui l'hora GMT (Greenwich Mean Time) és l'hora de referència pel planeta, i als Estats Units, l'hora oficial per al Departament de Defensa es manté per la Marina dels Estats Units a l'Observatori Naval dels Estats Units a Washington, DC. Aquesta es manté en sincronia amb l'hora de referència oficial civil mantinguda pel NIST i contribueix a la Hora Atòmica Internacional.